# Heraclia partita
Heraclia partita là một loài bướm đêm trong họ Noctuidae.